# Хенем, Эрнест
Эрнест Джордж Хенем (англ. Ernest George Henham; 14 декабря 1870, Лауэр-Норвуд, Суррей, Англия — 3 апреля 1948, Ферндаун, Дорсет, Англия) — британский писатель начала XX века, автор романов о Дартмуре и Девоне. Публиковал литературные произведения под псевдонимом Джон Тревена (англ. John Trevena).

## Биография
Большую часть жизни провёл в Дартмуре, вересковых пустошах Девона, которым посвятил несколько романов. Многие книги опубликовал под псевдонимом Джон Тревена, вероятно, выбранный по названию легендарного места расположения замка короля Артура.
Хенем написал более двух десятков книг, которые выходили из печати между 1897 и 1927 годами.  Он считался отшельником, но часто использовал людей, с которыми сталкивался в реальной жизни, в качестве прототипов персонажей своих произведений.  Помимо Великобритании, книги Хенема издавались в США. The New York Times дважды публиковала рецензии его работ: 21 марта 1908 года и 23 августа 1914 года. Наиболее известным произведением Хенема является трилогия: Furze the Cruel, Heather и Granite.
Эдвард О'Брайен в предисловии к американскому изданию романа By Violence (Бостон, 1918) ставил Хенема наравне с Томасом Харди и Джорджем Огастесом Муром и отмечал страстную любовь, с которой показаны природа и человек во всех их добрых и злых проявлениях.
Природный мир болот играет важную роль в книгах Хенема. Помимо этого, он часто противопоставляет разные стороны жизни: образованных и необразованные людей; чистую сельскую и грязную городскую жизнь; светское мировоззрение и религиозную философию.
Хенем также написал несколько произведений с фантастическим сюжетом. В Tenebrae (1898) он изобразил огромного, зловещего паука. The Feast of Bacchus: A Study in Dramatic Atmosphere написан в жанре романа ужасов. The Reign of the Saints (1911) показывает Великобританию будущего.

## Опубликованные произведения
Эрнест Хенем опубликовал под своим настоящим именем следующие работы:
- God, Man and the Devil (1897)
- Menotah: A Tale of the Riel Rebellion (1897)
- Tenebrae (1898)
- Pete Barker’s Shanty (1898)
- Bonanza: A Tale of the Outside (1901)
- Scud (1902)
- The Plowshare and the Sword: A Tale of Old Quebec (1903)
- Krum: A Study in Consciousness (1904)
- A Pixy in Petticoats (1906)
- The Feast of Bacchus (1907)
- Bracken (1910)
- The Reign of the Saints (1913)

Следующие работы были опубликованы под его псевдонимом Джон Тревена:
- Arminel of the West (1907)
- Furze the Cruel (1907)
- Heather (1908)
- Granite (1909)
- The Dartmoor House That Jack Built (1909)
- Written in the Rain (1910)
- Bracken (1910)
- The Reign of the Saints (1911)
- Wintering Hay (1912)
- No Place Like Home (1913)
- Sleeping Waters (1913)
- Adventures Among Wild Flowers (1914)
- Moyle Church-Town (1915)
- The Captain’s Furniture (1916)
- Raindrops (1920)
- The Vanished Moor (1923)
- The Custom of the Manor (1924)
- Off the Beaten Track (1925)
- Typet’s Treasure (1927).

Хенем, как под собственным именем, так и под псевдонимом, опубликовал десятки рассказов в различных журналах.